# Bora Bora
Bora Bora (tahitiül Pora Pora) egy sziget Francia Polinéziában a Társaság-szigetek csoportjában. Nevének jelentése tahitiül „elsőszülött”, mivel a legendák szerint az első szigetek között volt, amely kiemelkedett a vízből, és sokáig női uralom alatt állt.

## Fekvése és földrajza
Papeetétől, Tahiti fővárosától 230 km-re, északnyugatra fekszik. A mindössze 29 km² területű szigetet lagúna és korallzátony veszi körül. Hegycsúcsai a Mount Hue (619 m), a Mount Pahia (661 m) és a Mount Otemanu (727 m), melyek egy kialudt vulkán maradványai. Bora Bora mellett még két kisebb sziget is kialakult, Toopuaiti és Toopua. Legjelentősebb települései Vaitape, Motu Toopua és Motu Tevairoa. Két legfontosabb terménye a kopra és a kókuszdió.

## Éghajlata
A sziget trópusi klímájának két fő szezonja van: a  november és április közötti csapadékos szezon, amelyre 27-30 °C  átlaghőmérséklet, magas páratartalom, az évi csapadékmennyiség 75%-a és rövid, de heves viharok jellemzők. A májustól októberig tartó száraz szezont viszont kevés csapadék, szárazabb levegő és valamivel alacsonyabb hőmérséklet jellemzi. Az uralkodó szelek óránként akár 40-60 km-es sebességgel is fújhatnak: a száraz szezon tipikus délkeleti szele a maraamu, a csapadékos szezoné pedig az észak-északkeleti toerau.
| Hónap                         | Jan. | Feb. | Már. | Ápr. | Máj. | Jún. | Júl. | Aug. | Szep. | Okt. | Nov. | Dec. | Év   |
| ----------------------------- | ---- | ---- | ---- | ---- | ---- | ---- | ---- | ---- | ----- | ---- | ---- | ---- | ---- |
| Átlagos max. hőmérséklet (°C) | 30,2 | 30,8 | 30,5 | 30,3 | 29,5 | 28,5 | 28,1 | 28,1 | 28,6  | 29,1 | 29,4 | 29,6 | 29,4 |
| Átlagos min. hőmérséklet (°C) | 25,1 | 25,3 | 25,5 | 25,5 | 25,2 | 24,2 | 23,8 | 23,8 | 24,0  | 24,3 | 24,6 | 24,8 | 24,7 |
| Átl. csapadékmennyiség (mm)   | 269  | 233  | 177  | 183  | 130  | 98   | 83   | 60   | 66    | 100  | 204  | 281  | 1884 |
| Havi napsütéses órák száma    | 201  | 203  | 239  | 220  | 224  | 225  | 232  | 248  | 241   | 231  | 218  | 207  | 2689 |
| Forrás: NOAA                  |      |      |      |      |      |      |      |      |       |      |      |      |      |

## Története

Bora Bora zászlaja

Kb. 1100 évvel ezelőtt először a polinézek hódították meg, és számos ősi templomot építettek rajta. Az első európai, Jakob Roggeveen holland felfedező 1722-ben érkezett a szigetre. 1769-ben James Cook kapitány is járt itt, aki feljegyzéseiben „Bola Bolának” hívta e földet. Az első európai telepes James Connor volt, a Matilda nevű brit bálnavadászhajó 1792-es hajótörésének egyik túlélője. Feleségül vett egy bennszülött nőt, majd a sziget legdélebbi pontján telepedett le, melyet Matilda Pointnak (ma Matira Point) nevezett el. Bora Bora 1895 óta Francia Polinézia része.

## Népesség
Bora Borát polinéz őslakosok és európai bevándorlók lakják. 

## Nevezetességek
(727 m)

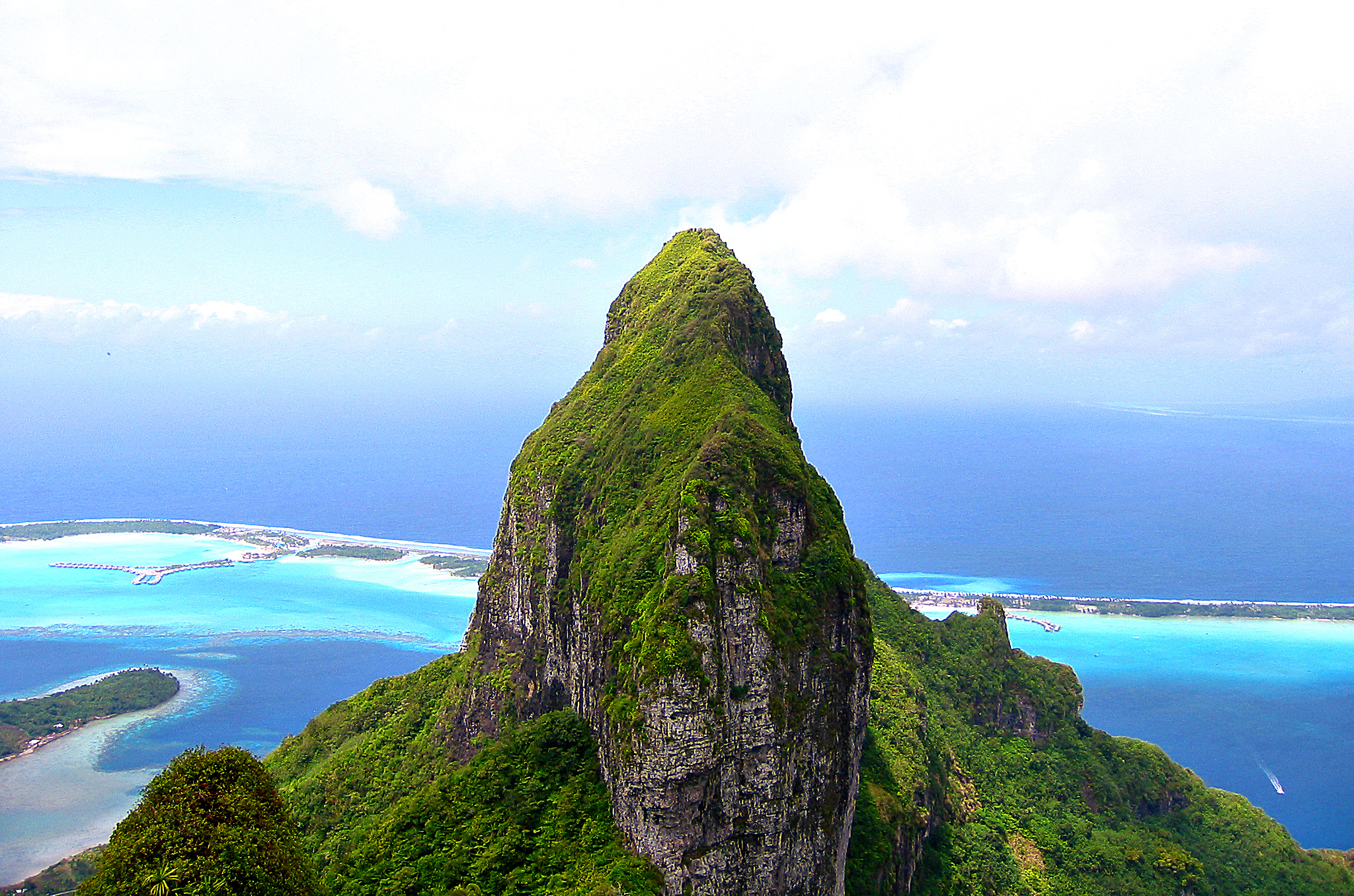
Bora Bora legmagasabb hegye, a Mount Otemanu

- Otemanu hegy (Mont Oteanu): Bora Bora legmagasabb pontja (727 m).
- Matira part (plage de Matira)
- Lagunárium: a sziget víz alatti élővilágát mutatja be.
- Második világháborús ágyúk: az ágyúk (7 db) a sziget különböző stratégiai pontjain helyezkednek el. A második világháború idején a japánok elleni védelemben vették hasznukat.